# Tachycineta
Genre
Le genre Tachycineta comprend neuf espèces d'hirondelles réparties à travers le continent américain.

## Liste des espèces
D'après la classification de référence (version 12.1, 2022) du Congrès ornithologique international (ordre phylogénique) :
- Tachycineta albilinea (Lawrence, 1863) – Hirondelle des mangroves
- Tachycineta albiventer (Boddaert, 1783) – Hirondelle à ailes blanches
- Tachycineta bicolor (Vieillot, 1808) – Hirondelle bicolore
- Tachycineta cyaneoviridis (H. Bryant, 1859) – Hirondelle des Bahamas
- Tachycineta euchrysea (Gosse, 1847) – Hirondelle dorée
- Tachycineta leucorrhoa (Vieillot, 1817) – Hirondelle à diadème
- Tachycineta leucopyga (Cabanis, 1850) – Hirondelle du Chili
- Tachycineta stolzmanni (Philippi, 1902) – Hirondelle de Stolzmann
- Tachycineta thalassina (Swainson, 1827) – Hirondelle à face blanche